# Ōi (shogi)
Pour les articles homonymes, voir OI.
Ōi (王位) est l'un des huit titres majeurs du shōgi professionnel.

## Nom
Le mot signifie « le rang du roi » (ō(王) = roi, i(位) = rang ou la position).

## Histoire
Le tournoi annuel a commencé en 1960, parrainé par un groupe de journaux locaux, le Shinbun sansha rengō (l'Alliance des trois journaux). Avec l'addition du ōi, il y avait désormais quatre grands titres du shōgi avec le meijin, le kudan (ryūō) et le ōsho.

## Format
Le challenger pour le titre est déterminé par une compétition en trois étapes incluant des qualifications, un tournoi des candidats et un match décisif.

### Les qualifications
予選 (yosen). Huit tournois à élimination directe sélectionnent huit joueurs qui accèdent au tournoi des candidats (挑戦者決定リーグ, chōsen-sha kettei rīgu).

### Le tournoi des candidats
挑戦者決定リーグ (chōsen-sha kettei rīgu). il est composé de douze joueurs, soit quatre têtes de série et huit qualifiés issus des qualifications.
Ces douze joueurs sont répartis au sein de deux poules de six joueurs (les poules rouge et blanche). Ils s'affrontent en deux tournois toutes rondes. Les meilleurs de chaque poule sont qualifiés pour le match décisif.

### Le match décisif
挑戦者決定戦 (chōsen-sha kettei-sen). Il se dispute en une partie sèche. le vainqueur peut défier le champion ōi.

### Le championnatōi

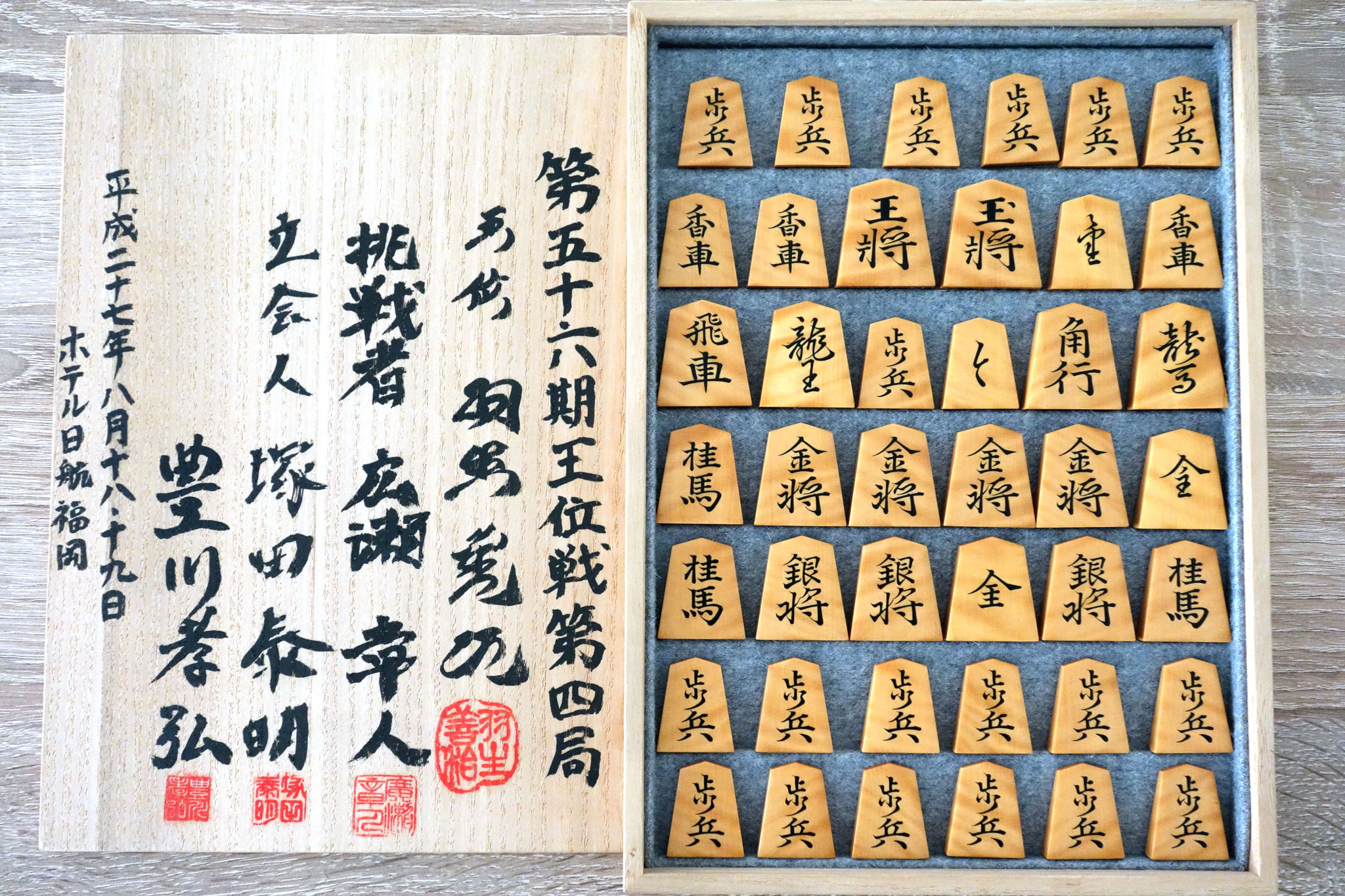
Jeu de shogi utilisé lors du 4e match du 56e Ōi sen en 2015.

王位戦七番勝負 (ōi-sen nana-ban shōbu). Le challenger et le champion disputent un match en sept parties. Chaque joueur dispose de six heures de réflexion pour les parties du championnat. Les sept parties ont lieu dans différents hôtels et restaurants du pays (principalement dans les zones de diffusion des journaux organisateurs) entre juillet et septembre.

## Ōihonoraire
永世王位 (eisei ōi) est le titre attribué à un joueur qui a gagné le championnat cinq fois d'affilée ou une dizaine de fois au total. Les joueurs actifs peuvent se qualifier pour ce titre, mais il est officiellement remis au moment de leur retraite ou à leur mort.
Seulement trois joueurs ont rempli ces conditions :
- Yasuharu Oyama (décédé)[2]
- Makoto Nakahara (retraité)[3]
- Yoshiharu Habu (actif)[4]

## Palmarès
| Édition | Année | Vainqueur              | Marque    | Adversaire          |
| ------- | ----- | ---------------------- | --------- | ------------------- |
| 1       | 1960  | Yasuharu Oyama         | 4 – 1     | Masao Tsukada       |
| 2       | 1961  | Yasuharu Oyama         | 4 – 1     | Yūzō Maruta         |
| 3       | 1962  | Yasuharu Oyama         | 4 – 0     | Motoji Hanamura     |
| 4       | 1963  | Yasuharu Oyama         | 4 – 2     | Hifumi Katō         |
| 5       | 1964  | Yasuharu Oyama         | 4 – 2     | Tatsuya Futakami    |
| 6       | 1965  | Yasuharu Oyama         | 4 – 0     | Daigoroh Satō       |
| 7       | 1966  | Yasuharu Oyama         | 4 – 1     | Michio Ariyoshi     |
| 8       | 1967  | Yasuharu Oyama         | 4 – 1     | Nobuyuki Ōuchi      |
| 9       | 1968  | Yasuharu Oyama         | 4 – 2     | Michio Ariyoshi     |
| 10      | 1969  | Yasuharu Oyama         | 4 – 2     | Kazuyoshi Nishimura |
| 11      | 1970  | Yasuharu Oyama         | 4 – 1     | Kunio Yonenaga      |
| 12      | 1971  | Yasuharu Oyama         | 4 – 3     | Makoto Nakahara     |
| 13      | 1972  | Kunio Naitō            | 4 – 1     | Yasuharu Oyama      |
| 14      | 1973  | Makoto Nakahara        | 4 – 0     | Kunio Naitō         |
| 15      | 1974  | Makoto Nakahara        | 4 – 2     | Kunio Yonenaga      |
| 16      | 1975  | Makoto Nakahara        | 4 – 2     | Kunio Naitō         |
| 17      | 1976  | Makoto Nakahara        | 4 – 2     | Osamu Katsūra       |
| 18      | 1977  | Makoto Nakahara        | 4 – 2     | Kunio Yonenaga      |
| 19      | 1978  | Makoto Nakahara        | 4 – 1     | Yasuharu Oyama      |
| 20      | 1979  | Kunio Yonenaga         | 4 – 3     | Makoto Nakahara     |
| 21      | 1980  | Makoto Nakahara (7-8)  | 4 – 0     | Kunio Yonenaga      |
| 22      | 1981  | Makoto Nakahara (7-8)  | 4 – 3     | Yasuharu Oyama      |
| 23      | 1982  | Kunio Naitō (2)        | 4 – 2     | Makoto Nakahara     |
| 24      | 1983  | Michio Takahashi       | 4 – 2     | Kunio Naitō         |
| 25      | 1984  | Hifumi Katō            | 4 – 3     | Michio Takahashi    |
| 26      | 1985  | Michio Takahashi (2-3) | 4 – 0     | Hifumi Katō         |
| 27      | 1986  | Michio Takahashi (2-3) | 4 – 0     | Kunio Yonenaga      |
| 28      | 1987  | Koji Tanigawa          | 4 – 1     | Michio Takahashi    |
| 29      | 1988  | Keiji Mori             | 4 – 3     | Koji Tanigawa       |
| 30      | 1989  | Koji Tanigawa          | 4 – 1     | Keiji Mori          |
| 31      | 1990  | Koji Tanigawa          | 4 – 3     | Yasumitsu Sato      |
| 32      | 1991  | Koji Tanigawa          | 4 – 2     | Hiroki Nakata       |
| 33      | 1992  | Masataka Goda          | 4 – 2     | Koji Tanigawa       |
| 34      | 1993  | Yoshiharu Habu (1-9)   | 4 – 0     | Masataka Goda       |
| 35      | 1994  | Yoshiharu Habu (1-9)   | 4 – 3     | Masataka Goda       |
| 36      | 1995  | Yoshiharu Habu (1-9)   | 4 – 2     | Masataka Goda       |
| 37      | 1996  | Yoshiharu Habu (1-9)   | 4 – 1     | Koichi Fukaura      |
| 38      | 1997  | Yoshiharu Habu (1-9)   | 4 – 1     | Yasumitsu Satō      |
| 39      | 1998  | Yoshiharu Habu (1-9)   | 4 – 2     | Yasumitsu Satō      |
| 40      | 1999  | Yoshiharu Habu (1-9)   | 4 – 0     | Koji Tanigawa       |
| 41      | 2000  | Yoshiharu Habu (1-9)   | 4 – 3     | Koji Tanigawa       |
| 42      | 2001  | Yoshiharu Habu (1-9)   | 4 – 0     | Nobuyuki Yashiki    |
| 43      | 2002  | Koji Tanigawa (5-6)    | 4 – 1     | Yoshiharu Habu      |
| 44      | 2003  | Koji Tanigawa (5-6)    | 4 – 1     | Yoshiharu Habu      |
| 45      | 2004  | Yoshiharu Habu (10-12) | 4 – 1     | Koji Tanigawa       |
| 46      | 2005  | Yoshiharu Habu (10-12) | 4 – 3     | Yasumitsu Satō      |
| 47      | 2006  | Yoshiharu Habu (10-12) | 4 – 2     | Yasumitsu Satō      |
| 48      | 2007  | Koichi Fukaura         | 4 – 3     | Yoshiharu Habu      |
| 49      | 2008  | Koichi Fukaura         | 4 – 3     | Yoshiharu Habu      |
| 50      | 2009  | Koichi Fukaura         | 4 – 3     | Kazuki Kimura       |
| 51      | 2010  | Akihito Hirose         | 4 – 2     | Koichi Fukaura      |
| 52      | 2011  | Yoshiharu Habu (13-18) | 4 – 3     | Akihito Hirose      |
| 53      | 2012  | Yoshiharu Habu (13-18) | 4 – 1     | Takeshi Fujii       |
| 54      | 2013  | Yoshiharu Habu (13-18) | 4–1       | Hisashi Namekata    |
| 55      | 2014  | Yoshiharu Habu (13-18) | 4 – 2 – 1 | Kazuki Kimura       |
| 56      | 2015  | Yoshiharu Habu (13-18) | 4 – 1     | Akihito Hirose      |
| 57      | 2016  | Yoshiharu Habu (13-18) | 4 – 3     | Kazuki Kimura       |
| 58      | 2017  | Tatsuya Sugai          | 4 – 1     | Yoshiharu Habu      |
| 59      | 2018  | Masayuki Toyoshima     | 4 – 3     | Tatsuya Sugai       |
| 60      | 2019  | Kazuki Kimura          | 4 – 3     | Masayuki Toyoshima  |
| 61      | 2020  | Sōta Fujii             | 4 – 0     | Kazuki Kimura       |
| 62      | 2021  | Sōta Fujii             | 4 – 1     | Masayuki Toyoshima  |
| 63      | 2022  | Sōta Fujii             | 4 – 1     | Masayuki Toyoshima  |
| 64      | 2023  | Sōta Fujii             | 4 – 1     | Daichi Sasaki       |
| 65      | 2024  | Sōta Fujii             | 4 – 1     | Akira Watanabe      |

## Records
- Record du nombre de titres : Yoshiharu Habu, 18
- Record du nombre de titres consécutifs : Yasuharu Oyama, 12 sur la période 1960-1971